# Pleugriffet
Pleugriffet település Franciaországban, Morbihan megyében. Lakosainak száma 1281 fő (2022. január 1.). Pleugriffet Bréhan, Guégon, Lantillac, Radenac, Réguiny, Crédin és Forges de Lanouée községekkel határos.

## Népesség
A település népességének változása:
| Lakosok száma | 1528 | 1198 | 1105 | 1188 | 1186 | 1232 | 1272 | 1297 | 1292 | 1281 |
|               | 1968 | 1982 | 1990 | 2006 | 2013 | 2015 | 2017 | 2019 | 2020 | 2022 |